# The Celestials
"The Celestials" är en låt av den amerikanska rockgruppen The Smashing Pumpkins, utgiven som den första singeln från deras åttonde album, Oceania. Den släpptes från början som en promosingel för radio den 21 juni 2012. Bandet uppträdde med låten hos The Tonight Show with Jay Leno den 23 augusti 2012.

## Bakgrund och inspelning
"The Celestials" skrevs av sångaren och gitarristen Billy Corgan. I en intervju med MusicRadar uppgav han, "Jag har alla de här vintagekeyboarden som vi bara drar fram när jag behöver något, så jag vet inte riktigt vad som finns här. Det är något super, väldigt obskyr 70-talskeyboard." och lade till "Arrangemanget är ungefär som klassisk MTV, cirka 1994. Man börjar med akustiken och sedan sparkar bandet igång grunge.".

## Listplaceringar
| Lista (2012)                      | Högsta position |
| --------------------------------- | --------------- |
| Belgien (Ultratip Flandern)       | 62              |
| USA Rock Songs (Billboard)        | 45              |
| USA Alternative Songs (Billboard) | 29              |